# Кафка, Франц
Франц Ка́фка (нем. Franz Kafka, чеш. František Kafka; 3 июля 1883, Прага, Австро-Венгрия — 3 июня 1924, Клостернойбург, Первая Австрийская Республика) — австрийский писатель чешско-еврейского происхождения, широко признаваемый как одна из ключевых фигур литературы XX века.
Бо́льшая часть работ писателя была опубликована посмертно. Его произведения, пронизанные абсурдом и страхом перед внешним миром и высшим авторитетом, способные пробуждать в читателе соответствующие тревожные чувства, объединяют в себе элементы реализма и фантастического и, как правило, повествуют о человеке, сталкивающемся с причудливыми или сюрреалистическими трудностями и непонятными социальными бюрократическими силами. Заглавные и превалирующие кафкианские мотивы: темы отчуждения, экзистенциального беспокойства, вины и абсурда. Среди его наиболее известных работ — «Превращение», «Процесс» и «Замок».
Кафка родился в немецкоязычной еврейской семье среднего класса в Праге, столице Королевства Богемия, тогда входившего в состав Австро-Венгерской империи, а ныне столицы Чешской Республики. Он учился на юриста и после завершения юридического образования был нанят на полный рабочий день в страховую компанию, что вынудило его отодвинуть писательство на свободное время. За свою жизнь Кафка написал сотни писем семье и близким друзьям, в том числе отцу, с которым у него были напряжённые и формальные отношения. Он был помолвлен с несколькими женщинами, но так и не женился. Умер в 1924 году в возрасте 40 лет от туберкулёза.
Несколько произведений Кафки были опубликованы при его жизни: сборники рассказов «Созерцание» и «Сельский врач», а также отдельные рассказы (такие как «Превращение») публиковались в литературных журналах, но не привлекали особого внимания публики. В своём завещании Кафка поручил своему душеприказчику и другу Максу Броду уничтожить его незаконченные произведения, в том числе романы «Процесс», «Замок» и «Америка», но Брод проигнорировал эти указания. Его творчество оказало влияние на широкий круг писателей, критиков, художников и философов в течение XX и XXI веков.

## Биография
Кафка родился 3 июля 1883 года в чешско-еврейской семье, проживавшей в районе Йозефов, бывшем еврейском гетто Праги (ныне Чехия, в то время — часть Австро-Венгерской империи). Его отец, Герман (Ге́ных) Кафка (1852—1931), происходил из чешскоязычной еврейской общины в Южной Чехии, с 1882 года был оптовым торговцем галантерейными товарами. Фамилия «Кафка» — чешского происхождения (kavka буквально означает «галка»). На фирменных конвертах Германа Кафки, которые Франц часто использовал для писем, изображена в качестве эмблемы эта птица. Мать писателя — Юлия Кафка (урождённая Этл Леви; 1856—1934), дочь зажиточного пивовара — предпочитала немецкий язык. Сам Кафка писал по-немецки, хотя чешский знал также прекрасно. Неплохо владел он и французским; среди пятерых людей, которых писатель, «не претендуя сравниться с ними в силе и разуме», ощущал «своими кровными братьями», были: Гюстав Флобер, Франц Грильпарцер, Фёдор Достоевский, Генрих фон Клейст и Николай Гоголь. Будучи евреем, Кафка тем не менее практически не владел идишем и стал проявлять интерес к традиционной культуре восточноевропейских евреев только в двадцатилетнем возрасте под влиянием гастролировавших в Праге еврейских театральных трупп; интерес к изучению иврита возник у писателя только к концу жизни.

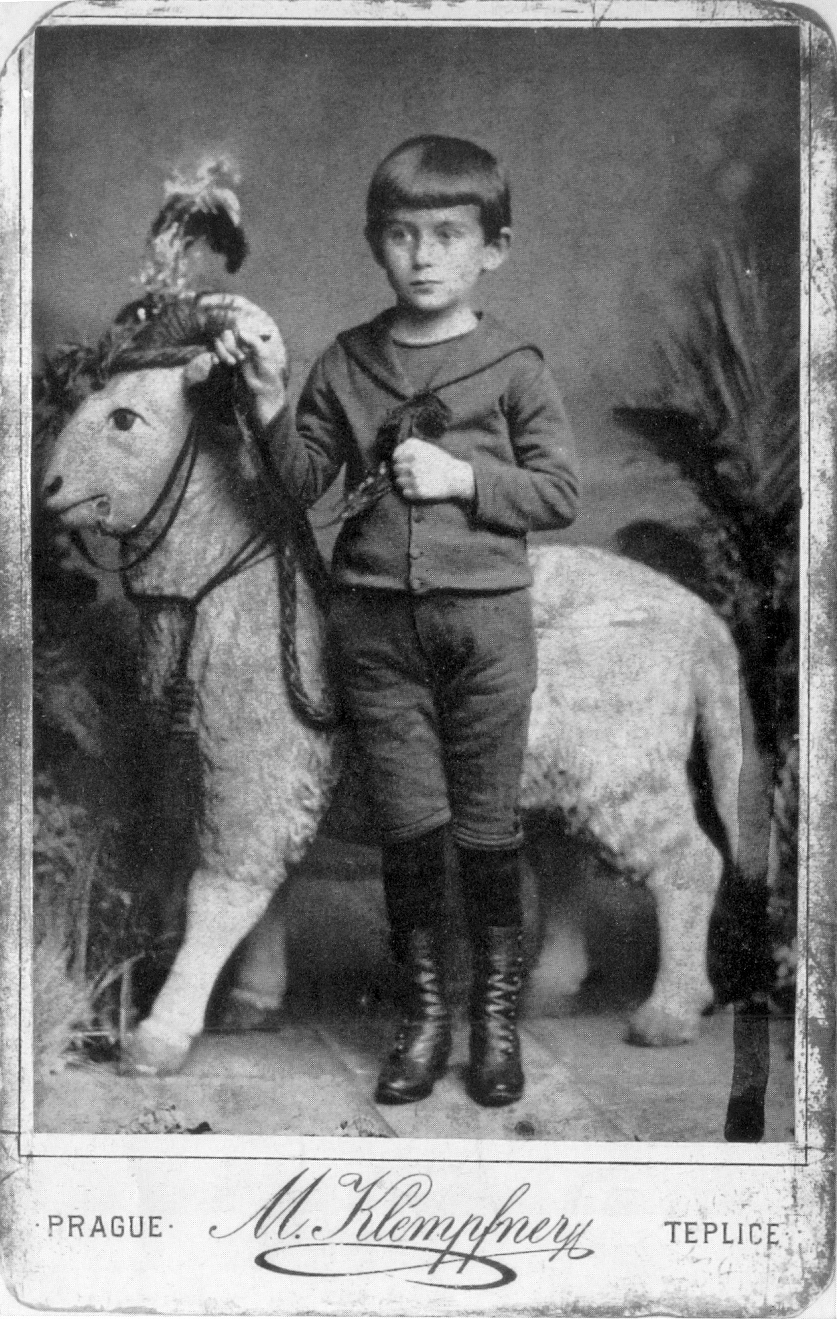
Пятилетний Кафка

У Кафки было два младших брата и три младших сестры. Оба брата, не достигнув и двухлетнего возраста, скончались до того, как Францу исполнилось шесть лет. Сестёр звали Элли, Валли и Оттла. Все сёстры родились, когда семья жила в знаменитом средневековом доме «У Минуты» в Праге. В период с 1889 по 1893 год Кафка посещал начальную школу (Deutsche Knabenschule), а потом гимназию, которую окончил в 1901 году сдачей экзамена на аттестат зрелости. Окончив в 1906 году пражский Карлов университет, получил степень доктора права (руководителем работы Кафки над диссертацией был профессор Альфред Вебер), а затем поступил на службу чиновником в страховом ведомстве, где и проработал до преждевременного — по болезни — выхода на пенсию в 1922 году. Занимался страхованием травматизма на производстве, выступал по этим делам в судах. Работа для писателя была занятием второстепенным и обременительным: в дневниках и письмах он признаётся в ненависти к своему начальнику, сослуживцам и клиентам. На первом же плане всегда была литература, «оправдывающая всё его существование». Тем не менее Кафка способствовал улучшению условий труда на производстве в масштабах всей Северной Чехии. Начальство ценило его работу очень высоко, в связи с чем пять лет не удовлетворяло прошение о выходе на пенсию после открытия у него туберкулёза в августе 1917 года.
Аскетизм, неуверенность в себе, самоосуждение и болезненное восприятие окружающего мира — все эти качества писателя хорошо задокументированы в его письмах и дневниках, а особенно в «Письме отцу» — ценной интроспекции в отношения между отцом и сыном и в детский опыт. Из-за раннего разрыва с родителями Кафка был вынужден вести очень скромный образ жизни и часто менять жильё, что наложило отпечаток и на его отношение к самой Праге и её жителям. Хронические болезни (психосоматической ли природы — это вопрос спорный) изводили его; помимо туберкулёза, он страдал от мигреней, бессонницы, запоров, импотенции, нарывов и других заболеваний. Он пытался противодействовать всему этому натуропатическими способами, такими как вегетарианская диета, регулярная гимнастика и употребление большого количества непастеризованного коровьего молока.
Будучи школьником, он принимал активное участие в организации литературных и общественных встреч, прилагал усилия к организации и продвижению театральных спектаклей, несмотря на опасения даже со стороны его ближайших друзей, таких как Макс Брод, который обычно поддерживал его во всём остальном, и вопреки его собственному страху быть воспринятым отталкивающим как физически, так и умственно. На окружающих Кафка производил впечатление своим мальчишеским, аккуратным, строгим обликом, спокойным и невозмутимым поведением, своим умом и необычным чувством юмора.
Кафка не был участником политических партий, но, согласно ряду свидетельств современников, симпатизировал анархистам, взглядам Реклю, читал Бакунина, Кропоткина, Прудона, Штирнера, Грава, Эмму Гольдман, причём считал её воззрения наиболее близкими к своим; также знал о либертарной педагогике Феррера, на митинг против смертной казни которого приходил, а в 1912 был даже арестован за участие в митинге против смертельного приговора французскому анархисту; регулярно посещал анархические, антимилитаристские и антиклерикальные собрания и лекции, а также жертвовал на нужды этих движений. Помимо этого принял участие в учредительном собрании сатирическо-анархической партии Гашека под названием «Партия умеренного прогресса в рамках закона». Однако демонстрации Кафка посещал редко и всегда держался на расстоянии от политической жизни Праги.

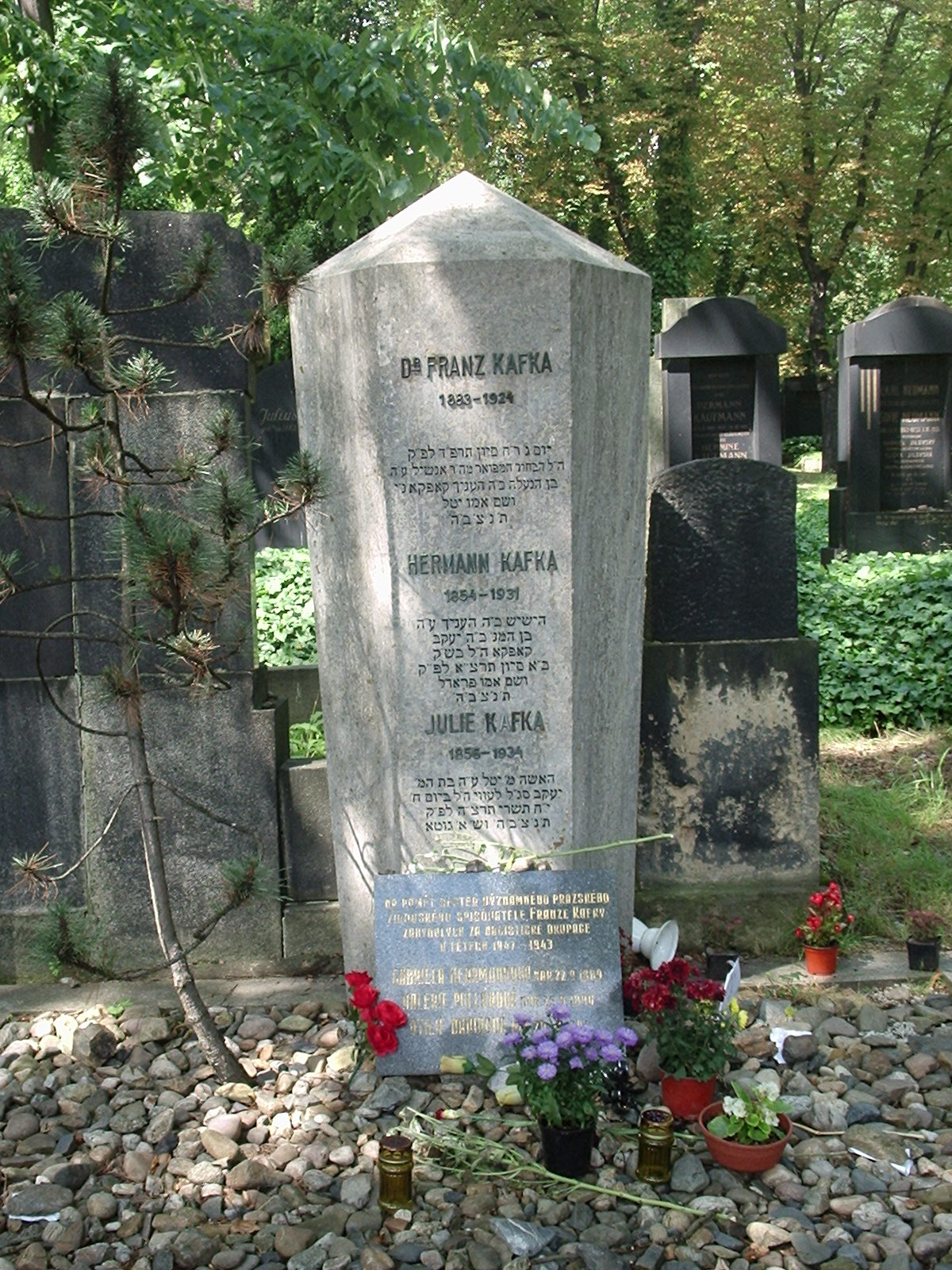
Могила писателя на Новом еврейском кладбище в Праге. На иврите указано: Аншл сын Геныха Кафки и Этл; ниже — отец: Геных (һеных) сын Якова Кафки и Фрадл, мать: Этл, дочь Якова Леви и Гуты

Отношения Кафки со своим деспотичным отцом являются важной составляющей его творчества, преломлявшегося также через несостоятельность писателя как семьянина. В период между 1912 и 1917 годами он ухаживал за берлинской девушкой Фелицией Бауэр, с которой дважды был помолвлен и дважды расторгал помолвку. Общаясь с ней главным образом через письма, Кафка создал её образ, который совсем не соответствовал действительности. И в самом деле они были очень разными людьми, что явствует из их переписки. Второй невестой Кафки стала Юлия Вохрыцек, но помолвка опять же вскоре была расторгнута. В начале 1920-х годов он имел любовные отношения с замужней чешской журналисткой, писательницей и переводчицей его произведений — Миленой Есенской.
В 1923 году Кафка вместе с двадцатитрёхлетней Дорой Диамант на несколько месяцев переехал в Берлин в надежде отдалиться от влияния семьи и сконцентрироваться на сочинительстве; затем он вернулся в Прагу. Здоровье в это время ухудшалось: из-за обострившегося туберкулёза гортани он испытывал сильные боли и не мог принимать пищу. 3 июня 1924 года в санатории под Веной Кафка умер. Причиной смерти, вероятно, стало истощение. Тело перевезли в Прагу, где оно и было захоронено 11 июня 1924 года на Новом еврейском кладбище в районе Страшнице, в Ольшанах, в общей семейной могиле.

## Творчество
При жизни Кафка опубликовал всего несколько коротких рассказов, составивших очень малую долю его работ, и его творчество привлекало мало внимания до тех пор, пока не были посмертно изданы его романы. Перед смертью он поручил своему другу и литературному душеприказчику — Максу Броду — сжечь всё без исключения написанное им. Его возлюбленная Дора Диамант действительно уничтожила рукописи, которыми она обладала (хотя и не все), но Макс Брод не подчинился воле усопшего и опубликовал бо́льшую часть его работ, которые вскоре начали привлекать к себе внимание. Всё его опубликованное творчество, кроме нескольких чешскоязычных писем Милене Есенской, было написано на немецком.
Сам Кафка опубликовал четыре сборника — «Созерцание», «Сельский врач», «Кары» и «Голодарь», а также «Кочегар» — первую главу романа «Америка» («Пропавший без вести») и несколько других коротких сочинений. Однако главные его творения — романы «Америка» (1911—1916), «Процесс» (1914—1915) и «Замок» (1921—1922) — остались в разной степени незавершёнными и увидели свет уже после смерти автора и вопреки его последней воле.

### Новеллы и малая проза
- «Описание одной борьбы» (Beschreibung eines Kampfes, 1904—1905);
- «Свадебные приготовления в деревне» (Hochzeitsvorbereitungen auf dem Lande, 1906—1907);
- «Разговор с молящимся» (Gespräch mit dem Beter, 1909);
- «Разговор с пьяным» (Gespräch mit dem Betrunkenen, 1909);
- «Аэропланы в Брешии» (Die Aeroplane in Brescia, 1909), фельетон;
- «Молитвенник женщин» (Ein Damenbrevier, 1909);
- В соавторстве с Максом Бродом: «Первая дальняя поездка по железной дороге» (Die erste lange Eisenbahnfahrt, 1911);
- В соавторстве с Максом Бродом: «Рихард и Самуэль: небольшое путешествие по Центральной Европе» (Richard und Samuel — Eine kleine Reise durch mitteleuropäische Gegenden);
- «Большой шум» (Großer Lärm, 1912);
- «Перед законом» (Vor dem Gesetz, 1914), впоследствии притча вошла в сборник «Сельский врач», а позднее была включена в роман «Процесс» (глава 9, «В соборе»);
- Erinnerungen an die Kaldabahn (1914, фрагмент из дневника);
- «Школьный учитель» («Гигантский крот») (Der Dorfschullehrer (Der Riesenmaulwurf), 1914—1915);
- «Блюмфельд, старый холостяк» (Blumfeld, ein älterer Junggeselle, 1915);
- «Сторож склепа» (Der Gruftwächter, 1916—1917), единственная написанная Кафкой пьеса;
- «Охотник Гракх» (Der Jäger Gracchus, 1917);
- «Как строилась китайская стена» (Beim Bau der Chinesischen Mauer, 1917);
- «Убийство» (Der Mord, 1918), впоследствии рассказ был переработан и включён в сборник «Сельский врач» под названием «Братоубийство»;
- «Верхом на ведре» (Der Kübelreiter, 1921);
- «В нашей синагоге» (In unserer Synagoge, 1922);
- «Кочегар» (Der Heizer), впоследствии — первая глава романа «Америка» («Пропавший без вести»);
- «На чердаке» (Auf dem Dachboden);
- «Исследования одной собаки» (Forschungen eines Hundes, 1922);
- «Лабиринт» (Der Bau, 1923—1924);
- «Он. Записи 1920 года» (Er. Aufzeichnungen aus dem Jahre 1920, 1931), фрагменты;
- «К серии „Он“» (Zu der Reihe „Er“, 1931);

Сборник «Кары» («Strafen», 1915)
- «Приговор» (Das Urteil, 22—23 сентября 1912);
- «Превращение» (Die Verwandlung, ноябрь—декабрь 1912);
- «В исправительной колонии» (In der Strafkolonie, октябрь 1914).

Сборник «Созерцание» (Betrachtung, 1913)
- «Дети на дороге» (Kinder auf der Landstrasse, 1913), развёрнутые черновые записи к новелле «Описание одной борьбы»;
- «Разоблачённый проходимец» (Entlarvung eines Bauernfängers, 1913);
- «Внезапная прогулка» (Der plötzliche Spaziergang, 1913), вариант дневниковой записи от 5 января 1912 года;
- «Решения» (Entschlüsse, 1913), вариант дневниковой записи от 5 февраля 1912 года;
- «Прогулка в горы» (Der Ausflug ins Gebirge, 1913);
- «Горе холостяка» (Das Unglück des Junggesellen, 1913);
- «Купец» (Der Kaufmann, 1908);
- «Рассеянно глядя в окно» (Zerstreutes Hinausschaun, 1908);
- «Дорога домой» (Der Nachhauseweg, 1908);
- «Пробегающие мимо» (Die Vorüberlaufenden, 1908);
- «Пассажир» (Der Fahrgast, 1908);
- «Платья» (Kleider, 1908), эскиз к новелле «Описание одной борьбы»;
- «Отказ» (Die Abweisung, 1908);
- «Наездникам к размышлению» (Zum Nachdenken für Herrenreiter, 1913);
- «Окно на улицу» (Das Gassenfenster, 1913);
- «Желание стать индейцем» (Wunsch, Indianer zu werden, 1913);
- «Деревья» (Die Bäume, 1908); эскиз к новелле «Описание одной борьбы»;
- «Тоска» (Unglücklichsein, 1913).

Сборник «Сельский врач» (Ein Landarzt, 1919)
- «Новый адвокат» (Der Neue Advokat, 1917);
- «Сельский врач» (Ein Landarzt, 1917);
- «На галерее» (Auf der Galerie, 1917);
- «Старинная запись» (Ein altes Blatt, 1917);
- «Перед законом» (Vor dem Gesetz, 1914);
- «Шакалы и арабы» (Schakale und Araber, 1917);
- «Посещение рудника» (Ein Besuch im Bergwerk, 1917);
- «Соседняя деревня» (Das nächste Dorf, 1917);
- «Императорское послание» (Eine kaiserliche Botschaft, 1917), впоследствии рассказ стал частью новеллы «Как строилась Китайская стена»;
- «Забота главы семейства» (Die Sorge des Hasvaters, 1917);
- «Одиннадцать сыновей» (Elf Söhne, 1917);
- «Братоубийство» (Ein Brudermord, 1919);
- «Сон» (Ein Traum, 1914), параллель с романом «Процесс»;
- «Отчёт для академии» (Ein Bericht für eine Akademie, 1917).

Сборник «Голодарь» (Ein Hungerkünstler, 1924)
- «Первое горе» (Ersters Leid, 1921);
- «Маленькая женщина» (Eine kleine Frau, 1923);
- «Голодарь» (Ein Hungerkünstler, 1922);
- «Певица Жозефина, или Мышиный народец» (Josephine, die Sängerin, oder Das Volk der Mäuse, 1923—1924);

Малая проза
- «Мост» (Die Brücke, 1916—1917)
- «Стук в ворота» (Der Schlag ans Hoftor, 1917);
- «Сосед» (Der Nachbar, 1917);
- «Гибрид» (Eine Kreuzung, 1917);
- «Воззвание» (Der Aufruf, 1917);
- «Новые лампы» (Neue Lampen, 1917);
- «Железнодорожные пассажиры» (Im Tunnel, 1917);
- «Обыкновенная история» (Eine alltägliche Verwirrung, 1917);
- «Правда о Санчо Пансе» (Die Wahrheit über Sancho Pansa, 1917);
- «Молчание сирен» (Das Schweigen der Sirenen, 1917);
- «Содружество подлецов» (Eine Gemeinschaft von Schurken, 1917);
- «Прометей» (Prometheus, 1918);
- «Возвращение домой» (Heimkehr, 1920);
- «Городской герб» (Das Stadtwappen, 1920);
- «Посейдон» (Poseidon, 1920);
- «Содружество» (Gemeinschaft, 1920);
- «Ночью» (Nachts, 1920);
- «Отклонённое ходатайство» (Die Abweisung, 1920);
- «К вопросу о законах» (Zur Frage der Gesetze, 1920);
- «Набор рекрутов» (Die Truppenaushebung, 1920);
- «Экзамен» (Die Prüfung, 1920);
- «Коршун» (Der Geier, 1920);
- «Рулевой» (Der Steuermann, 1920);
- «Волчок» (Der Kreisel, 1920);
- «Басенка» (Kleine Fabel, 1920);
- «Отъезд» (Der Aufbruch, 1922);
- «Защитники» (Fürsprecher, 1922);
- «Супружеская чета» (Das Ehepaar, 1922);
- «Комментарий (не надейся!)» (Kommentar — Gibs auf!, 1922);
- «О притчах» (Von den Gleichnissen, 1922).

### Романы
- «Америка» («Пропавший без вести») (Amerika (Der Verschollene), 1911—1916), включая рассказ «Кочегар» в качестве первой главы;
- «Процесс» (Der Prozeß, 1914—1915), включая притчу «Перед Законом»;
- «За́мок» (Das Schloß, 1922).

### Письма
- Письма к Фелице Бауэр (Briefe an Felice, 1912—1916);
- Письма к Грете Блох (1913—1914);
- Письма к Милене Есенской (Briefe an Milena);
- Письма к Максу Броду (Briefe an Max Brod);
- «Письмо отцу[англ.]» (ноябрь 1919);
- Письма Оттле и другим членам семьи (Briefe an Ottla und die Familie);
- Письма родителям с 1922 по 1924 г. (Briefe an die Eltern aus den Jahren 1922—1924);
- Другие письма (в том числе к Роберту Клопштоку, Оскару Поллаку и др.);

### Дневники (Tagebücher)
- 1910. Июль — декабрь;
- 1911. Январь — декабрь;
- 1911—1912. Путевые дневники, написанные во время путешествия по Швейцарии, Франции и Германии;
- 1912. Январь — сентябрь;
- 1913. Февраль — декабрь;
- 1914. Январь — декабрь;
- 1915. Январь — май, сентябрь — декабрь;
- 1916. Апрель — октябрь;
- 1917. Июль — октябрь;
- 1919. Июнь — декабрь;
- 1920. Январь;
- 1921. Октябрь — декабрь;
- 1922. Январь — декабрь;
- 1923. Июнь.

### Тетради ин-октаво

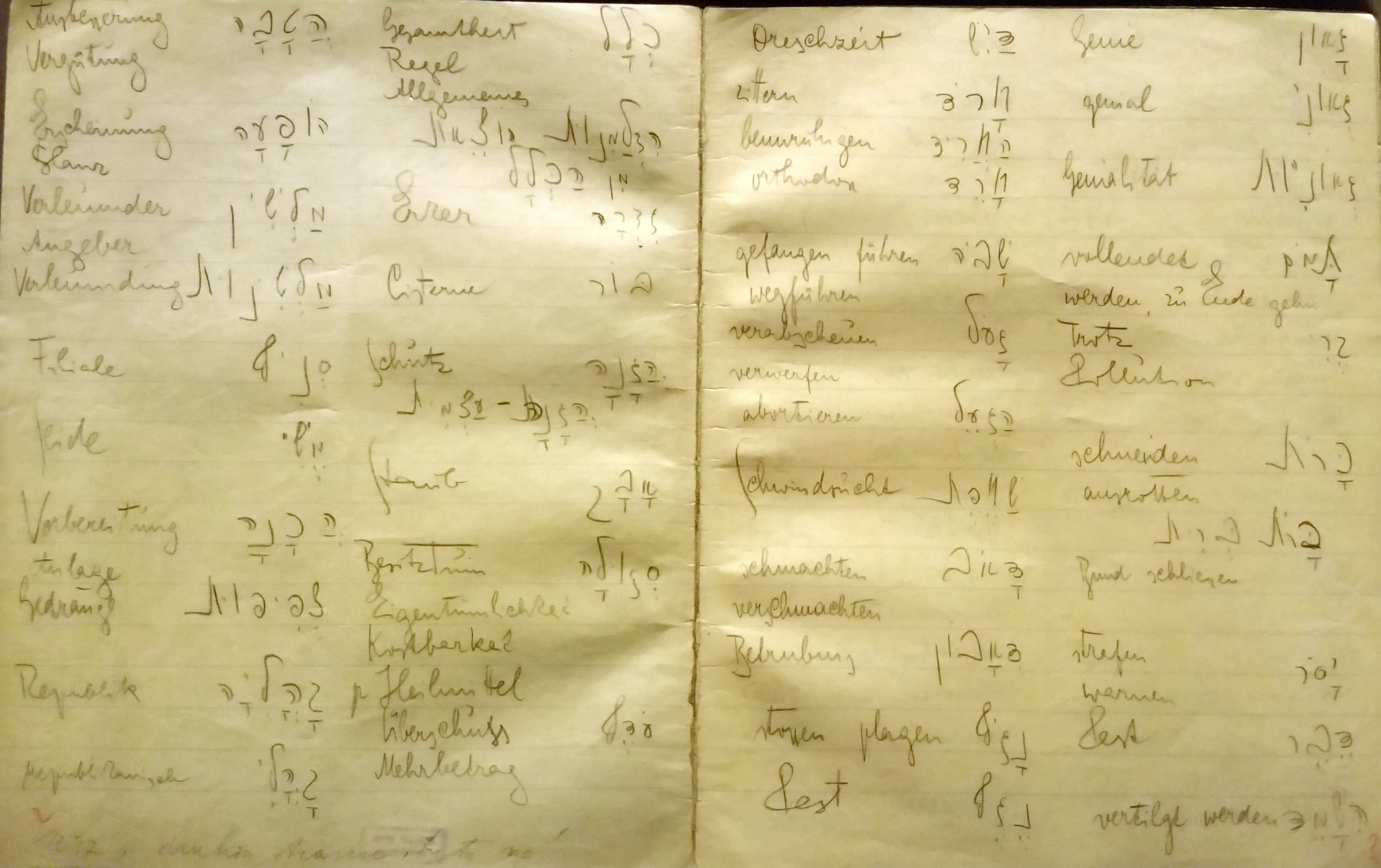
Записи Франца Кафки на немецком и иврите

Восемь рабочих тетрадей Франца Кафки (1917—1919 годов), содержащие черновые наброски, рассказы и варианты рассказов, размышления и наблюдения.

### Афоризмы
- «Размышления о грехе, страдании, надежде и об истинном пути» (Betrachtungen über Sünde, Leid, Hoffnung und den wahren Weg, 1931).

В списке — более ста высказываний Кафки, отобранных им самим по материалам 3-й и 4-й тетрадей ин-октаво.

### Издания

#### На русском языке
- Кафка Ф. Дверь: Новелла — 1912.
- Кафка Ф. Роман. Новеллы. Притчи. — М.: Прогресс, 1965. — 616 с.
- Кафка Ф. Замок / Пер. с нем. Р. Я. Райт-Ковалевой // Иностранная литература. — 1988. — № 1—3.
- Кафка Ф. Замок / Пер. с нем. Г. Ноткина // Нева. — 1988. — № 1—4.
- Кафка Ф. Избранное: Сборник: Пер. с нем. / Сост. Е. Кацевой; предисл. Д. Затонского. — М.: Радуга, 1989. — 576 с. — Тираж 100000 экз. — (Мастера современной прозы). — ISBN 5-05-002394-7.
- Кафка Ф. Замок: роман; Новеллы и притчи; Письмо отцу; Письма Милене. — М.: Политиздат, 1991. — 576 с. — Тираж 150000 экз.
- Кафка Ф. Замок / Пер. с нем. Р. Я. Райт-Ковалевой; издание подг. А. В. Гулыга и Р. Я. Райт-Ковалева. — М.: Наука, 1990. — 222 с. — Тираж 25000 экз. — (Литературные памятники). — ISBN 5-02-012742-6.
- Кафка Ф. Процесс / Илл. А. Бисти. — СПб.: Вита Нова, 2003. — 408 с. — ISBN 5-93898-017-8.
- Кафка Ф. Наказания: Рассказы / Пер. с нем. Сост., предисл., комм. М. Рудницкого. — М.: Текст, 2006. — 336 с. — (Билингва). — ISBN 5-7516-0500-4.
- Кафка Ф. Превращение / Пер. с нем. А. Тулиной — М.: Виталис, 2008. — 120 с. — ISBN 978-80-7253-289-6.
- Кафка Ф. Дневники. Письма к Фелиции. — М.: Эксмо, 2009. — 832 с. — 4000 экз. — ISBN 978-5-699-33311-0.
- Кафка Ф. Замок: Роман / Пер. с нем. М. Рудницкого. — СПб.: Азбука-классика, 2009. — 480 с. — ISBN 978-5-395-00464-2.
- Кафка Ф. Полное собрание сочинений в одном томе / Пер. с нем. М. Рудницкого, Р. Райт-Ковалевой, С. Апта и др. — М.: Альфа-книга, 2020. — 1023 с.: ил. — (Полное собрание в одном томе). — ISBN 978-5-9922-2590-7.

## Критика
Множество критиков пыталось объяснить смысл текстов Кафки, исходя из положений тех или иных литературных школ — модернизма, «магического реализма» и др. Безысходность и абсурд, пронизывающие его творчество, характерны для экзистенциализма. Некоторые усматривали влияние марксизма на его бичующую бюрократизм сатиру в таких произведениях, как «В исправительной колонии», «Процесс» и «Замок».
Другие рассматривают его произведения через призму иудаизма (так как он был евреем и проявлял некоторый интерес к еврейской культуре, который, впрочем, развился лишь в поздние годы жизни писателя) — несколько проницательных замечаний по этому поводу сделал Хорхе Луис Борхес. Были попытки осмысления и через фрейдистский психоанализ (в связи с напряжённой семейной жизнью автора), и через аллегории метафизического поиска Бога (поборником такого подхода был Томас Манн), но вопрос остаётся открытым и поныне.

## Память

### В мемуарах и критике

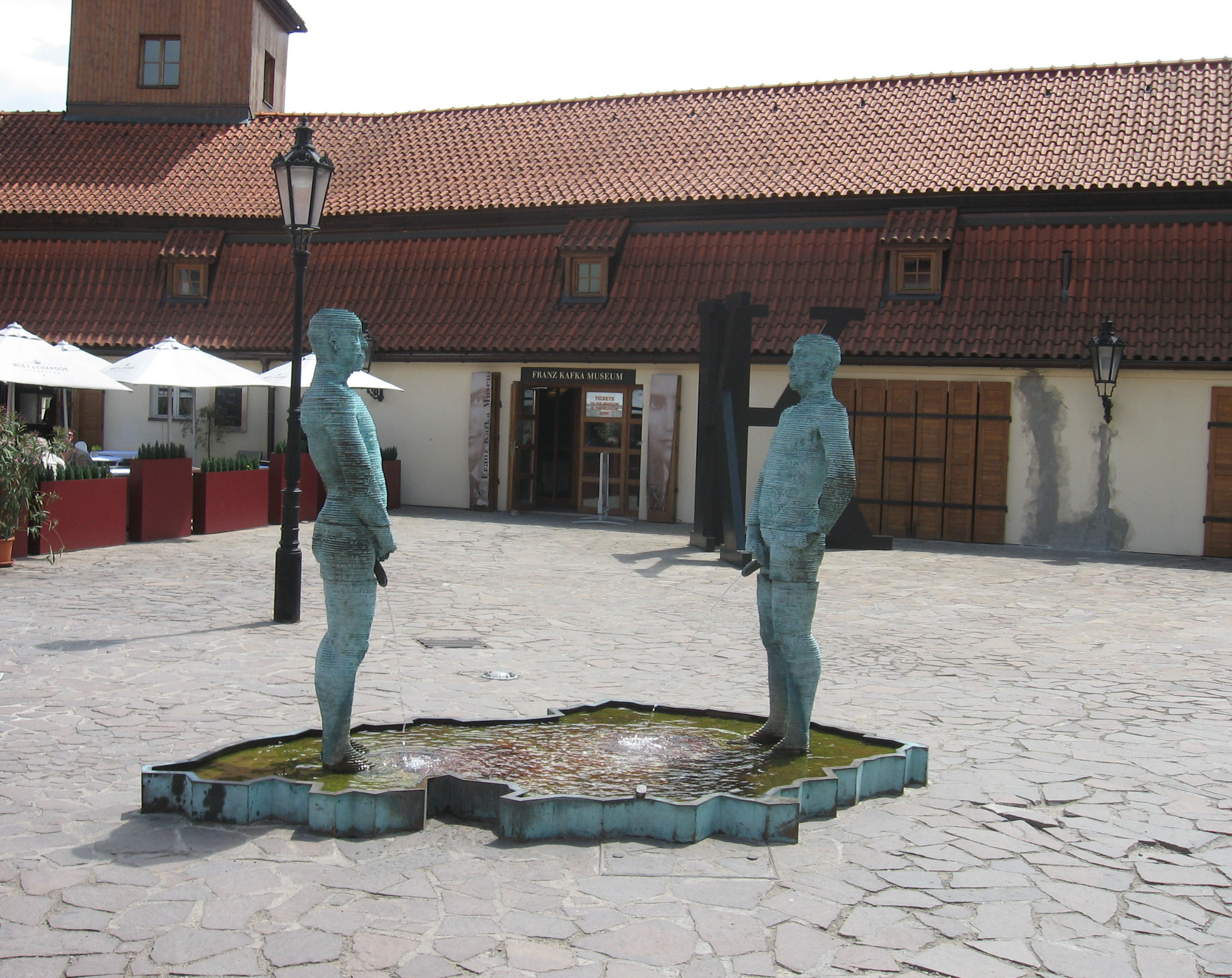
Скульптура перед входом в Музей Франца Кафки в Праге (скульптор Давид Черны)

- Хорхе Луис Борхес. Кафка и его предшественники
- Теодор Адорно. Заметки о Кафке
- Жорж Батай. Кафка  (недоступная ссылка с 14-05-2013 [4466 дней] — история)
- Валерий Белоножко. Невесёлые заметки о романе «Процесс», Три саги о незавершённых романах Франца Кафки
- Вальтер Беньямин. Франц Кафка
- Морис Бланшо. От Кафки к Кафке (две статьи из сборника: Чтение Кафки и Кафка и литература)
- Макс Брод. Франц Кафка. Биография
- Макс Брод. Послесловия и примечания к роману «Замок»
- Макс Брод. Франц Кафка. Узник абсолюта
- Макс Брод. Личность Кафки
- Кэти Диамант. Последняя любовь Кафки: Тайна Доры Диамант / Пер. с англ. Л. Володарской, К. Лукьяненко. — М. Текст, 2008. — 576 с. ISBN 978-5-7516-0763-0
- Альбер Камю. Надежда и абсурд в творчестве Франца Кафки
- Элиас Канетти. Другой процесс: Франц Кафка в письмах к Фелиции / Пер. с нем. М. Рудницкого. — М.: Текст, 2014. — 176 с. ISBN 978-5-7516-1182-8
- Михаэль Кумпфмюллер. Великолепие жизни: Роман / Пер. с нем. М. Рудницкого. — М.: Текст, 2014. — 256 с. ISBN 978-5-7516-1222-1 (Об отношениях Кафки и Доры Диамант)
- Юрий Манн. Встреча в лабиринте (Франц Кафка и Николай Гоголь)
- Дэвид Зейн Майровиц и Роберт Крамб. Кафка для начинающих
- Владимир Набоков. «Превращение» Франца Кафки
- Синтия Озик. Невозможность быть Кафкой
- Жаклин Рауль-Дюваль. Кафка, вечный жених / Пер. с фр. Е. Клоковой. — М.: Текст, 2015. — 256 с. ISBN 978-5-7516-1113-2
- Анатолий Рясов. Человек со слишком большой тенью
- Натали Саррот. От Достоевского до Кафки
- Эдуард Гольдштюкер. Na téma Franz Kafka — články a studie, 1964.
- Марк Бент. «Я весь — литература»: Жизнь и книги Франца Кафки // Бент М. И. «Я весь — литература»: Статьи по истории и теории литературы. — СПб.: Изд-во Сергея Ходова; Крига, 2013. — С. 436—458
- Гаральд Салфеллнер. Франц Кафка и Прага. Литературный путеводитель. Виталис, Прага 2014. 120 с. ISBN 978-80-7253-307-7
- Сафрански, Рюдигер. Кафка. Пишущий о жизни = Kafka. Um sein Leben schreiben / пер. с немецкого С. О. Мухамеджанова. — Москва: Издательство АСТ, 2025. — 320 с. — (Персона и контркультура. Биографии). — 2000 экз. — ISBN 978-5-17-168046-6.

### В кино
- «Эта замечательная жизнь Франца Кафки» («Franz Kafka’s It’s a Wonderful Life», Великобритания, 1993)
Короткометражный биографический фильм. Режиссёр Питер Капальди (Peter Capaldi), в роли Кафки Ричард Э. Грант (Richard E. Grant)
- «Певица Жозефина и мышиный народ» (Украина, 1994)
Фильм по одноимённой новелле Кафки. Режиссёр Сергей Маслобойщиков
- «Кафка» («Kafka», США, 1991)
Полубиографический фильм о Кафке. Режиссёр Стивен Содерберг (Steven Soderbergh), в роли Кафки Джереми Айронс (Jeremy Irons)
- «Замок» (Das Schloss, Австрия, 1997)
Режиссёр Михаэль Ханеке (Michael Haneke), в роли К. Ульрих Мюэ
- «Замок» (ФРГ, 1968)
Режиссёр Рудольф Ноелте, в роли К. Максимилиан Шелл
- «Замок» (Грузия, 1990)
Режиссёр Дато Джанелидзе, в роли К. Карл-Хейнц Беккер
- «Замок» (Россия-Германия-Франция, 1994)
Режиссёр А. Балабанов, в роли К. Николай Стоцкий
- «Замок» (Россия, 2016)
Режиссёр Константин Селиверстов[10]
- «Процесс» («The Trial», Германия-Италия-Франция, 1963)
Режиссёр Орсон Уэллс (Orson Welles), в роли Йозефа К. — Энтони Перкинс (Anthony Perkins)
- «Процесс» («The Trial», Великобритания, 1993)
Режиссёр Дэвид Хью Джонс, в роли Йозефа К. — Кайл Маклахлен, в роли священника — Энтони Хопкинс, в роли художника Титторели — Альфред Молина.
- «Процесс» (Россия, 2014)
Режиссёр Константин Селиверстов фильм: https://www.youtube.com/watch?v=7BjsRpHzICM
- «Классовые отношения» (Германия, 1983)
Экранизация романа «Америка (Пропавший без вести)». Режиссёры: Жан-Мари Штрауб и Даниэль Юйе
- «Америка» (Чехия, 1994)
Режиссёр Владимир Михалек
- «Сельский врач Франца Кафки» (яп. カフカ 田舎医者 Кафука инака ися) («Franz Kafka’s A Country Doctor»), Япония, 2007, анимационный)
Режиссёр Кодзи Ямамура
- «Человеческое тело» («Menschenkörper», Германия, 2004)
Короткометражный фильм, адаптация новеллы «Сельский врач». Режиссёр Тобиас Фрюморген (Tobias Frühmorgen)
- «Ночная страна» («Nachtland», Германия, 1995)
Короткометражный фильм, адаптация новеллы «Сельский врач». Режиссёр Кирилл Туши (Cyril Tuschi)
- «Голодарь» («The hunger artist», США, 2002)
Режиссёр Том Гиббонс
- «Человек К.» (Украина, 1992)
Режиссёр Сергей Рахманин
- «Сторож склепа» (Бельгия, 1965)
Режиссёр Гарри Кюмель

Идея рассказа «Превращение» использовалась в кино много раз
- «Превращение» (Die Verwandlung)
Режиссёр Ян Немец, 1975
- «Превращение» (Metamorphosis)
Режиссёр Иво Дворак (Ivo Dvorák), 1976
- «Превращение господина Замзы» («The Metamorphosis of Mr. Samsa») — короткометражный мультипликационный фильм
Режиссёр Кэролин Лиф, 1978
- «Превращение» (Metamorphosis)
Режиссёр Джим Годдар, 1987
- «Превращение мистера Франца Кафки»
Режиссёр Карлос Атанес (Carlos Atanes), 1993.
- «Превращение»
Режиссёр Валерий Фокин, 2002, в главной роли — Евгений Миронов
- «Превращение» (2012)
- «Превращение»
Режиссёр Константин Селиверстов, 2018[11]

### В филателии
Кафка изображён на чехословацкой почтовой марке 1969 года (портрет работы А. Гофмейстера).

### В компьютерных играх
По мотивам повести «Превращение» (а также некоторых других произведений автора) вышла игра «Metamorphosis» (2020, студия Ovid Works), в стиле приключенческого платформера. Завязка сюжета игры повторяет завязку повести, однако далее повествование отходит от первоисточника — впрочем, критики в обзорах отмечают что авторам удалось сохранить атмосферу абсурда и сюрреализма, присущих книгам Кафки.